# Dziwneono etcetera
Dziwneono etcetera är en insektsart som beskrevs av Irena Dworakowska 1972. Dziwneono etcetera ingår i släktet Dziwneono och familjen dvärgstritar. Inga underarter finns listade i Catalogue of Life.